# Vliet (Zuid-Holland)
Die Vliet ist ein per Wasserbau künstlich gegrabener Wasserkanal in der niederländischen Provinz Südholland und Teil des Rhein-Schie-Kanals. Die Vliet läuft von Leiden, wo die Trekvliet mündet, über Voorschoten und Leidschendam-Voorburg als Delftse Vliet über Rijswijk nach Delft und mündet in die Schie. Die Schie fließt in Schiedam bei Rotterdam in die Maas.

## Geschichte
Im Mittelalter war die Vliet eine Verbindung zwischen dem Oude Rijn (dem Holländischen Alten Rhein) und der Schie. Vermutlich wurde die heutige Vliet gegen Ende des zwölften oder Anfang des 13. Jahrhunderts gegraben. Kurz danach wurde ein Kanal von der Vliet von Voorburg nach Den Haag gegraben. Diese Trekvliet wurde 1345 fertiggestellt. Die Waterschappen Rijnland und Delfland hatten einen anderen Wasserstand. Im Verlauf bei Leidschendam-Voorburg liegt eine Schleuse, die früher zwischen Veur und Stompwijk war. Statt der Schleuse in Leidschendam gab es eine bis Mitte des 17. Jahrhunderts einen Schiffsüberzug, weswegen die Passagiere von und zur Vliet die Treckschute wechseln mussten, um ihre Reise fortzusetzen. Schwere Güter mussten nach Stapelrecht umgeschlagen werden, wodurch Steuern erhoben wurden.

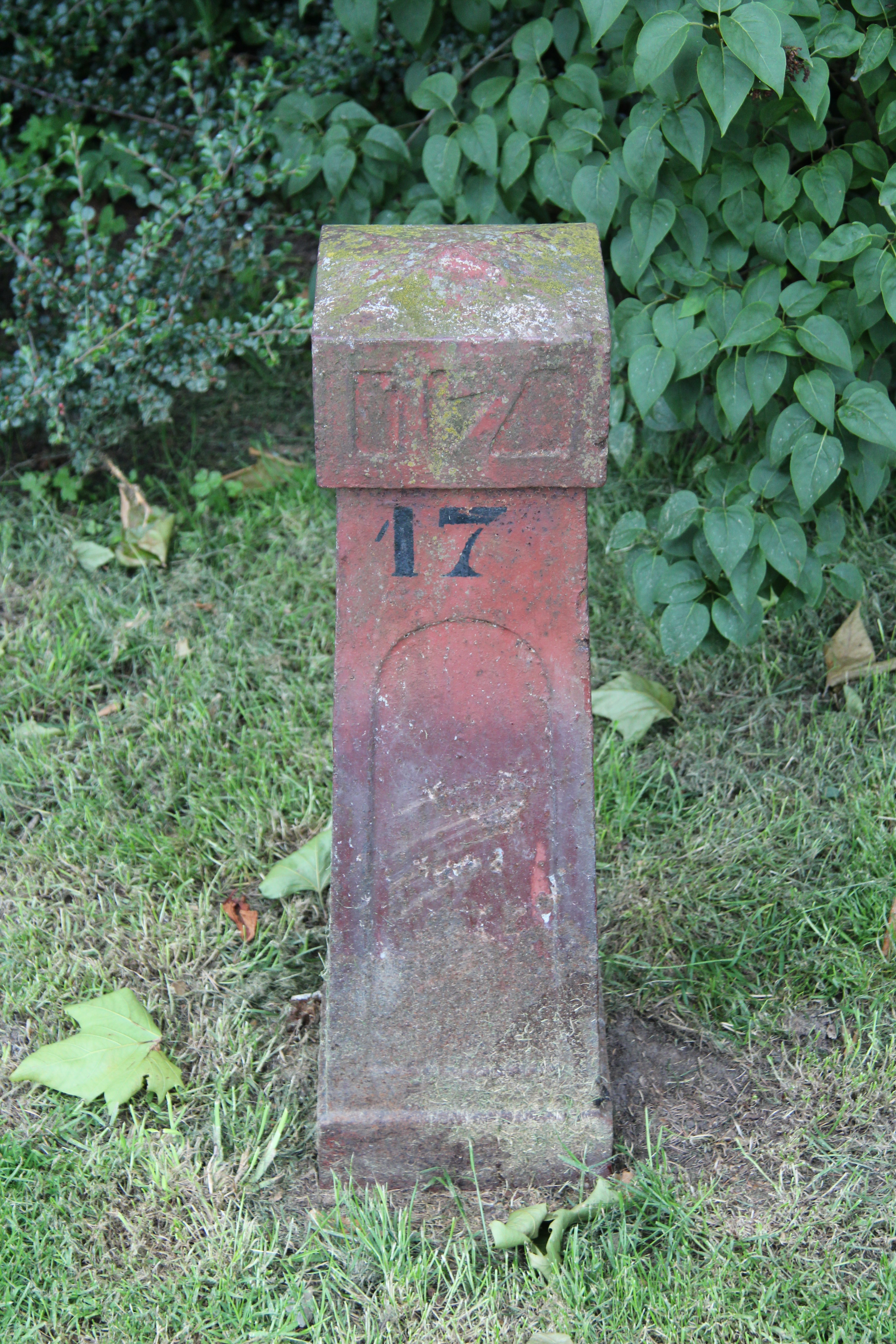
Kilometerpfahl 17

### Kilometerpfähle
Entlang der Vliet wurden im Jahre 1893 gusseiserne Kilometersteine mit Basaltstein-Hektometer-Blöcken aufgestellt. Von ursprünglich 24 Kilometerpfählen sind noch 10 verblieben.

### Vorgänger
Der Kanal Fossa Corbulonis hatte nur teilweise denselben Verlauf wie die Vliet und war bereits vollständig verlandet, als die Vliet gegraben wurde. Fossa Corbulonis war eine im Jahr 47 nach Christus im Auftrag von Gnaeus Domitius Corbulo durch die Römische Legion gegrabene Wasserstraße und Verbindung zwischen dem Oude Rijn bei Matilo (Kastell Leiden-Roomburg), am Ostrand von Leiden und der Gantel, einem vermutlichen Hochwasserfluss der Maas, der von Rijswijk zu Naaldwijk lief. Das war der nördliche Limes des Römischen Reiches mit Befestigungsanlagen entlang des Oude Rijn, verbunden vom Castellum Matilo bis zur Maas, wo eine Flottenbasis bei Naaldwijk vermutet wurde. Der Kanal ermöglichte es, den viel gefährlicheren Seeweg zu meiden.